# HD 20003
HD 20003是一顆位於水蛇座的恆星，視星等8.37，是光譜型G8V的黃矮星，距離地球約143光年。該恆星周圍有兩顆質量分別是木星12和13.5倍的系外行星，軌道週期分別是12和34日。天文學家於2011年藉由分析高精度徑向速度行星搜索器巡天資料發現這兩顆行星。